# Лукас Ранжел
Лу́кас Ранже́л Ну́нес Гонса́лвес (порт.-браз. Lucas Rangel Nunes Gonçalves; род. 29 декабря 1994, Алворада, Риу-Гранди-ду-Сул) — бразильский футболист, нападающий.

## Клубная карьера
Воспитанник клуба «Пато Бранко» из Параны, из которого в 2015 году попал в «Лондрину». За эту команду молодой бразилец так и не дебютировал, выступая на правах аренды за клубы «Гремио Баруэри», «Фос-ду-Игуасу» и «Итумбиара».
Летом 2016 подписал соглашение с албанским клубом «Кукеси». Дебютировал за новую команду 30 июня 2016 в квалификации Лиги Европы против «Рудара» (1:1). 8 сентября он дебютировал и в албанской Суперлиге в матче против «Влазнии» (0:0), выйдя на замену на 84 минуте. В том сезоне он стал с командой чемпионом Албании, сыграв 18 игр на турнире и забив один гол.
В июле 2017 года Ранжел перешел в австрийский клуб второго дивизиона «Капфенберг», где провел следующий сезон, после чего в июле 2018 заключил контракт с финским клубом «КуПС», в составе которого провел следующие полтора года своей карьеры игрока. Большинство времени, проведенного в составе «КуПСа», было основным игроком атакующего звена команды и одним из главных бомбардиров команды, имея среднюю результативность на уровне 0,4 гола за игру первенства, помог команде 2019 года стать чемпионом Финляндии.
В январе 2021 года Ранжел перешел в клуб турецкого второго дивизиона «Адана Демирспор», но уже в апреле вернулся в «КуПС», которому в том же году помог выиграть национальный кубок. Всего отыграл за команду из Куопио 12 матчей в национальном чемпионате и забил 2 гола. Также сыграл 8 игр и забил 5 голов в Лиге конференций, в том числе Лукас забил решающий мяч в ворота «Ворсклы» (2:2, 2:3 д.ч.) в квалификации турнира, чем заинтересовал представителей полтавского клубА. После того, как финская команда в последующих раундах квалификации уступила немецкому «Унион Берлину» и не смогла пробиться в групповой раунд Лиги конференций, Лукас прекратил свои трудовые отношения с «КуПСом» и заключил до июня 2023 контракт с «Ворсклой», в которой стал выступать под 73 номером.
В 2022 году, из-за вторжения России в Украину, заключил арендное соглашения с клубом «Сабах», при этом оставшись игроком «Ворсклы».

## Достижения
«Кукеси»
- Чемпион Албании: 2016/17
- Обладатель Кубка Албании: 2016

«КуПС»
- Чемпион Финляндии: 2019
- Обладатель Кубка Финляндии: 2021